# Qatargas League
Qatargas League – druga w hierarchii klasa męskich ligowych rozgrywek piłkarskich w Katarze, będąca jednocześnie najniższym poziomem ligowym, utworzona w 1979 roku i od samego początku zarządzana przez Katarski Związek Piłki Nożnej (QFA). Zmagania w jej ramach toczą się cyklicznie (co sezon) i przeznaczone są dla 8 krajowych klubów piłkarskich. Jej triumfator otrzymuje awansuje do Qatar Stars League, zaś wicemistrz gra w barażach o awans z 11. drużyną Qatar Stars League.

## Historia
Pierwsze zawody drugiej ligi katarskiej rozegrano już w 1979 roku, jednak w 1990 roku federacja rozwiązała 3 kluby II ligi, przez co ta na 6 lat przestała istnieć.
Pierwsze baraże o awans zostały rozegrane w sezonie 1999/00.
Od 2013 roku sponsorem ligi jest Qatargas.

## System rozgrywek
Rozgrywki składają się z 14 kolejek spotkań rozgrywanych pomiędzy drużynami systemem kołowym. Każda para drużyn rozgrywa ze sobą dwa mecze – jeden w roli gospodarza, drugi jako goście. Aktualnie w lidze występuje 8 zespołów. Drużyna zwycięska za wygrany mecz otrzymuje 3 punkty, 1 za remis oraz 0 za porażkę.
Zajęcie pierwszego miejsca po ostatniej kolejce spotkań oznacza zdobycie awansu do Qatar Stars League. Zajęcie 2. miejsca umożliwia rozegranie meczu barażowego z przedostatnią drużyną Qatar Stars League.
W przypadku zdobycia tej samej liczby punktów, klasyfikacja końcowa ustalana jest na podstawie wyniku dwumeczu pomiędzy drużynami, w następnej kolejności, w przypadku remisu – na podstawie różnicy bramek w pojedynku bezpośrednim, następnie na podstawie ogólnego bilansu bramkowego osiągniętego w sezonie, większej liczby bramek zdobytych oraz w ostateczności za pomocą losowania.

## Uczestnicy w sezonie 2023/24
| Uczestnicy poprzedniej edycji                                                                                 | Uczestnicy poprzedniej edycji | Uczestnicy poprzedniej edycji | Uczestnicy poprzedniej edycji |
| --- | ----------------------------- | ----------------------------- | ----------------------------- |
| KHO | Al-Khor SC                    | 2                             |                               |
| SHN | Al Shahaniya SC               | 3                             |                               |
| KHT | Al Kharaitiyat SC             | 4                             |                               |
| MES | Mesaimeer SC                  | 5                             |                               |
| WAB | Al-Waab SC                    | 6                             |                               |
| LUS | Lusail SC                     | 7                             |                               |
| BID | Al Bidda SC                   | 8                             |                               |
| Spadek z Qatar Stars League                                                                                   |                               |                               |                               |
| SAL | Al-Sailiya SC                 | 12                            |                               |
| Oznaczenia: - kolumna pierwsza – skróty nazw drużyn, - kolumna trzecia – miejsce zajęte w poprzednim sezonie. |                               |                               |                               |